# جون أ. هوستون
جون أ. هوستون (بالإنجليزية: John A. Houston)‏ هو قاضي ومحامي أمريكي، ولد في 6 فبراير 1952 في غرينزبورو في الولايات المتحدة.